# Феррарис, Йозеф Иоганн фон
Йозеф Иоганн фон Феррарис (нем. Joseph Johann von Ferraris) (1726—1814) — австрийский фельдмаршал, вице-президент придворного военного совета.
Родился в Люневиле 22 апреля 1726 года; пажом был определён ко двору вдовы императора Иосифа І Амалии Вильгельмины, и при открытии кампании за Австрийское наследство вступил в военную службу. 17 мая 1742 года битве при Хотусице был тяжело ранен. К Аахенскому миру произведён был в капитаны.
В 1750 году Феррарис получил чин майора.
В Семилетней войне Феррарис был полковником и командовал пехотным полком принца Карла Лотарингского. Отличился в сражении при Гохкирхе 14 октября 1758 года и 4 декабря того же года был награждён орденом Марии Терезии.

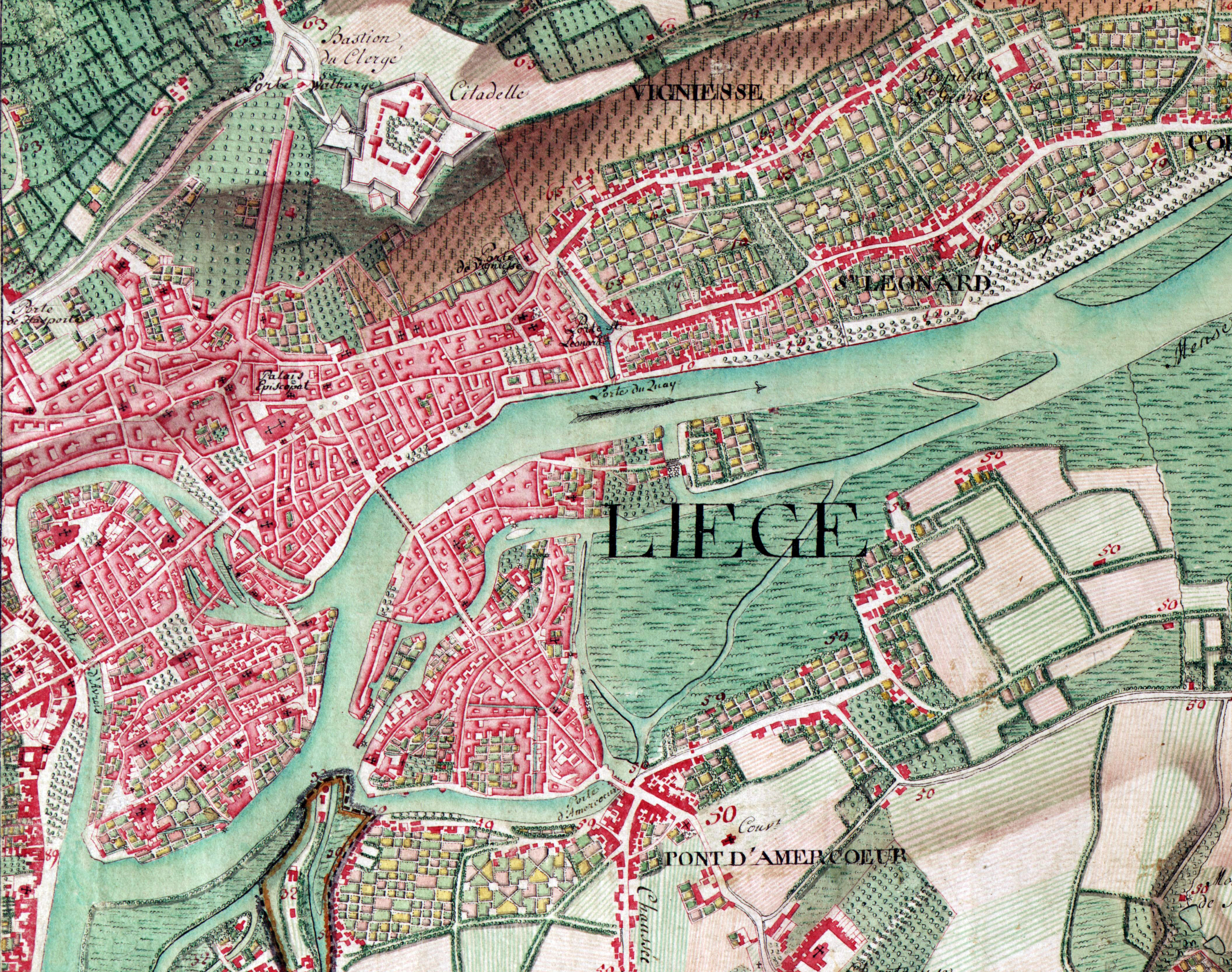
Карта Льежа, составленная Феррарисом

За отличие в битве при Торгау Феррарис в начале 1761 года был произведён в генерал-майоры, в 1763 году — в генерал-лейтенанты и в 1777 году назначен начальником артиллерии в Австрийских Нидерландах, где он занимался составлением карты Бельгии. Она была продолжением карты Кассини и издана в 1777 году в 25 листах.
В 1789 году Феррарис принимал участие в подавлении революционных выступлений в Брабанте.
После Великой Французской революции престарелый Феррарис сражался в Первой коалиционной войне и находился в делах при Фамаре и Валансьене, был награждён командорским крестом ордена Марии Терезии, но в октябре 1793 года оставил армию. В 1798 году он был назначен вице-президентом австрийского придворного военного совета, а в 1801 году — тайным советником и фельдмаршалом.
Феррарис умер в Вене 1 апреля 1814 года.